# Bernd Barleben
Bernd Barleben (Berlin, 1940. január 1. –) német kerékpáros, az NDK színeiben versenyzett. Az 1960. évi nyári olimpián csapatban ezüstérmet szerzett.

## Csapattársai
- Peter Gröning
- Manfred Klieme
- Siegfried Köhler

## Kitüntetések
- A Hazáért Szolgálati Érdemrend (bronz)